# Однажды в Анатолии
«Однажды в Анатолии» (тур. Bir zamanlar Anadolu'da) — кинофильм режиссёра Нури Бильге Джейлана, вышедший на экраны в 2011 году.

## Сюжет
Группа полицейских под предводительством комиссара Наджи на трёх машинах разыскивает в степях Анатолии спрятанный здесь труп некоего Яшара. Их сопровождают прокурор Нусрет и доктор Джемал, который должен зафиксировать факт смерти. Подозреваемый Кенан, который сознался в убийстве, должен показать местонахождение тела, однако точно припомнить он не может и раз за разом указываемое им место оказывается не тем. Постепенно группа удаляется от города, скоро наступает ночь, и ситуация располагает к разговорам на самые различные темы.

## В ролях
- Мухаммет Узунер — доктор Джемал
- Йылмаз Эрдоган — комиссар Наджи
- Танер Бирсель — прокурор Нусрет
- Ахмет Мюмтаз Тайлан — шофер Арап Али
- Фырат Таныш — подозреваемый Кенан
- Эрджан Кесал — председатель Мукхтар
- Джансу Демирджи — дочь Мукхтара
- Эрол Эраслан — Яшар, жертва убийства
- Угур Арсланоглу — Тевфик
- Шафак Карали — Абидин
- Нихан Окутуджу — Гюльназ, жена Яшара

## Награды и номинации
- 2011 — Гран-при жюри Каннского кинофестиваля.
- 2011 — приз Netpac Award кинофестиваля в Карловых Варах.
- 2011 — участие в конкурсе кинофестиваля в Маниле.
- 2011 — участие в конкурсе фестиваля «Фильмы с юга» в Осло.
- 2011 — три премии Asia Pacific Screen Awards: Гран-при жюри (Зейнеп Озбатур Атакан), лучшая режиссура (Нури Бильге Джейлан), лучшая операторская работа (Гёкхан Тирьяки); а также номинации за лучший фильм и лучший сценарий (Эбру Джейлан, Нури Бильге Джейлан, Эрджан Кесал).
- 2012 — приз за лучшую режиссуру на Дублинском кинофестивале.
- 2012 — две номинации на премию Европейской киноакадемии: лучшая режиссёрская работа (Нури Бильге Джейлан), лучшая операторская работа (Гёкхан Тирьяки).
- 2013 — номинация на премию «Независимый дух» за лучший иностранный фильм.